# Pseudactaea
Pseudactaea is een geslacht van kreeftachtigen uit de klasse van de Malacostraca (hogere kreeftachtigen).

## Soorten
- Pseudactaea corallina (Alcock, 1898)
- Pseudactaea multiareolata Takeda & Marumura, 2002
- Pseudactaea multicristata (Zehntner, 1894)